# Rosalia Zemlyachka
Rosalia Samoilovna Zemlyachka (de soltera Zalkind; en ruso: Розалия Самойловна Землячка; Maguilov, 20 de marzo de 1876 – Moscú, 21 de enero de 1947) fue una revolucionaria rusa y política soviética de origen ucraniano. Como revolucionaria, era más conocida por el alias de Zemlyachka, aunque también utilizó los seudónimos del partido «Demonio» y «Osipov». Su apellido de casada era Samoilova.

## Biografía
Zemlyachka nació en Kiev, en la provincia de Kiev, hija de un rico comerciante del Primer Gremio, Samuil Markovich Zalkind. Fue educada en un gimnasio femenino de Kiev, y más tarde en la Facultad de Medicina de la Universidad de Lyon. Desde los 17 años participó en actividades revolucionarias. Miembro del Partido Obrero Socialdemócrata Ruso desde 1898, Zemlyachka trabajó en Odessa y Ekaterinoslav como agente del periódico Iskra, fundado por Vladimir Lenin y Julius Martov.

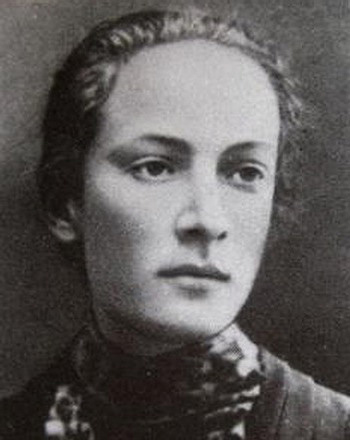
Zemlyachka en su juventud, alrededor de 1900

Zemlyachka fue delegada en el II Congreso del POSDR, celebrado en Bruselas en julio de 1903, pero fue detenida por la policía belga y deportada. Cuando el POSDR se dividió en facciones, se unió a los bolcheviques. Siguió apoyando a Lenin cuando éste parecía estar perdiendo el control de los bolcheviques, que querían lograr la reconciliación de las facciones del POSDR. En julio de 1904 viajó a Ginebra para asistir a la conferencia de bolcheviques de línea dura que formaron el «Buró de Comités de Mayoría», precursor del Comité Central del Partido Comunista de la Unión Soviética, para el que fue elegida, con el nombre de «Demon», por recomendación de Lenin. Posteriormente regresó a Rusia para reforzar la organización bolchevique, visitando San Petersburgo, Georgia y Bakú.
En diciembre de 1905, se encontraba en Moscú en el momento del levantamiento moscovita. Tras su fracaso, insistió en la purga de la organización bolchevique moscovita. Fue detenida en 1906, pero escapó de una comisaría. Fue detenida varias veces y en octubre de 1907 fue encarcelada en el Castillo de Lituania, en San Petersburgo. Tras su liberación en 1909, fue brevemente secretaria de la organización bolchevique en Bakú, antes de emigrar. En 1914 regresó ilegalmente a Rusia y se encargó del transporte ilegal a través de la frontera finlandesa. En 1915-16 fue secretaria de organización del partido en Moscú.
Tras la Revolución de Febrero, Zemlyachka fue nombrada secretaria del comité moscovita del partido. Durante la Revolución bolchevique, dirigió el levantamiento armado del distrito moscovita de Rogozhsk-Simonovsky. En 1918, apoyó a los «comunistas de izquierda», que se oponían a la firma del Tratado de Brest-Litovsk. Durante la Guerra Civil rusa, cuando sirvió como comisaria militar en el frente sur, apoyó a la «oposición militar», que se oponía al despliegue de antiguos oficiales del Ejército Imperial Ruso.

## Masacre de los 'Wrangelites'
Zemlyachka fue nombrada secretaria del comité del partido en Crimea en noviembre de 1920, cuando el último Ejército Blanco que quedaba en la guerra, comandado por el barón Wrangel, estaba evacuando la península. Se lanzaron octavillas en avión sobre Sebastopol, la última ciudad en poder de los blancos, en las que se ofrecía una amnistía a los que se rindieran al Ejército Rojo. Estaban firmadas en nombre del antiguo comandante en jefe del Ejército Imperial, el general Aleksei Brusilov, a quien el vicecomisario del pueblo para la guerra, Ephraim Sklyansky, convenció para que fuera a Crimea a supervisar la rendición.
Antes de que Brusilov partiera, se tomó la decisión local de masacrar a los que se habían rendido. La orden de llevar a cabo esta masacre fue firmada por el presidente del comité revolucionario de Crimea, Béla Kun, Zemlyachka, y el jefe de la cheka de Crimea, Semyon Dukelsky. Según el escritor inglés Donald Rayfield, Kun y Zemlyachka eran amantes, y ella era «una sádica de la cheka que ataba a los oficiales por parejas a tablas y los quemaba vivos en hornos o los ahogaba en barcazas que hundía en alta mar». Las estimaciones sobre el número de asesinados varían, pudiendo haber sido 70.000. El científico social Nikolay Zayats, de la Academia Nacional de Ciencias de Bielorrusia, ha rebatido las grandes y «fantásticas» estimaciones y las ha atribuido a los relatos de testigos presenciales y a la prensa emigrada del ejército blanco. Un informe de la Cheka de Crimea de 1921 mostraba que 441 personas fueron fusiladas, con una estimación moderna de que entre 5.000 y 12.000 personas en total fueron ejecutadas en Crimea.

## Trayectoria posterior

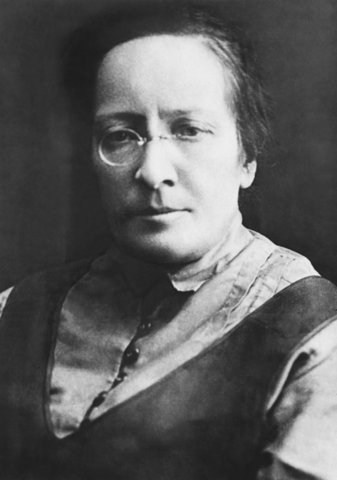
Rosalia Zemlyachka en los años 30

Entre 1921 y 1924, Zemlyachka fue secretaria del comité del distrito de Zamoskvoretsky, Moscú. En 1924 fue enviada al sudeste de Rusia. En 1925-26, fue secretaria del comité del partido del distrito de Motovilikhsky, en Perm. Entre 1924 y 1934, fue miembro de la Comisión Central de Control. En 1926, se convirtió en miembro del colegio de Rabkrin y jefa de su oficina de quejas.
Según un homenaje escrito con motivo del 110 aniversario de su nacimiento, involucró a cientos de trabajadores y miembros del partido en sus campañas contra la burocracia. Llegó a ser tan conocida como «azote de burócratas y burocratizadores» que le llegó una carta de provincias con la dirección «Moscú, camarada Zemlyachka». En febrero de 1934 fue nombrada jefa de la Comisión de Transportes de la Comisión de Control Soviético, organización sucesora de Rabkrin.

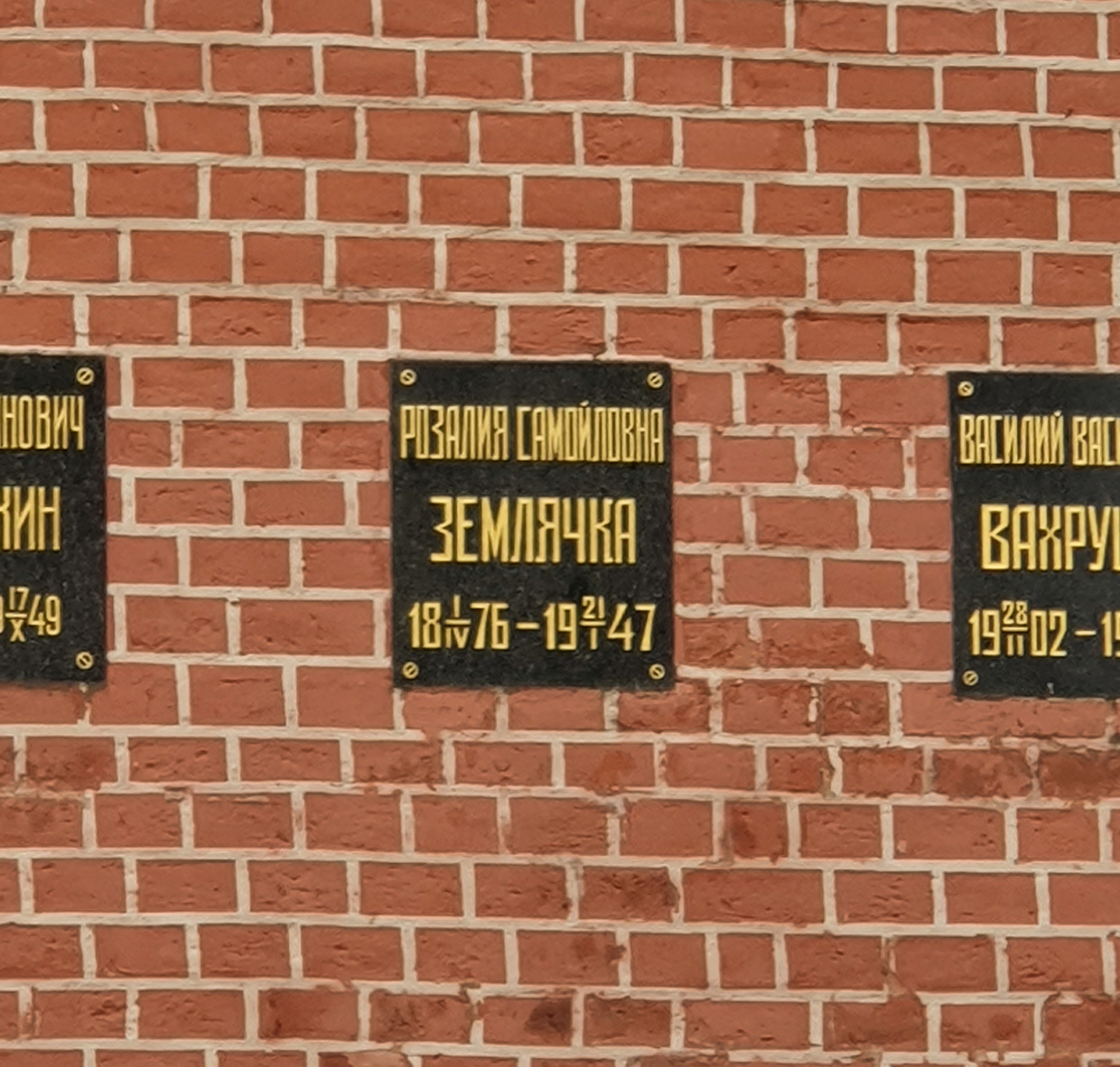
La tumba de Zemlyachka en la Necrópolis de la Muralla del Kremlin

Zemlyachka, una de las antiguas bolcheviques que sobrevivió a la Gran Purga, recibió un importante ascenso en mayo de 1939, cuando fue nombrada presidenta de la Comisión de Control Soviético y vicepresidenta del Consejo de Comisarios del Pueblo de la Unión Soviética. Es la única mujer que ocupó un cargo de este nivel en el periodo estalinista, y la primera mujer condecorada con la Orden de la Bandera Roja.
Durante la Segunda Guerra Mundial, Zemlyachka se encargó del traslado de la Universidad de Moscú de Ashgabat a Sverdlovsk (1942) y de la reevacuación de Sverdlovsk de vuelta a Moscú (1943).
Zemlyachka falleció el 21 de enero de 1947 en Moscú. Sus cenizas fueron enterradas en la necrópolis amurallada del Kremlin.

## Etnia
Numerosas fuentes, incluida la versión rusa de Wikipedia, afirman que Zemlyachka nació en el seno de una familia judía. Por otra parte, no hay ninguna referencia a su condición de judía en las fuentes autorizadas citadas en el sitio web Chronos. Cabe destacar que su importante ascenso, que la convirtió en la mujer más prominente del gobierno soviético, se anunció el mismo mes -mayo de 1939- en que se destituyó al Comisario del Pueblo Judío para Asuntos Exteriores, Maxim Litvinov, porque «Stalin estaba pensando obviamente en un pacto soviético-alemán. Litvinov, con sus antecedentes judíos, no podía negociar tal acuerdo".